# The Sinking City
The Sinking City (укр. Потопаюче місто) — екшн-пригодницька відеогра, розроблена компанією Frogwares, натхненна роботами автора жахів Говарда Лавкрафта. Гра була випущена для Microsoft Windows, PlayStation 4 і Xbox One 27 червня 2019 року. Вихід для Nintendo Switch відбувся 19 вересня 2019, а для PlayStation 5 — 19 лютого 2021.
Події відбуваються у вигаданому місті Окмонт, Массачусетс, постраждалому від повені, в 1920-х роках. Головний герой — приватний детектив і ветеран війни Чарльз В. Рід, який страждає від дивних снів. Він отримує запрошення розслідувати одну справу в Окмонті, прибувши куди зустрічається з невідомою надприродною силою.
6 березня 2024 року було анонсовано продовження під назвою The Sinking City 2.

## Ігровий процес
The Sinking City — це детективна гра з відкритим світом з видом від третьої особи. Вона має відкриту систему розслідування, в якій результат виконання квестів гравцем часто визначається тим, наскільки він спостережливий при дослідженні різних доказів і на скільки логічно поєднує їх. Попри отриману картину подій, гравцям пропонується не обов'язково діяти згідно неї. Маючи певні докази, протагоніст може замовчати їх задля власної вигоди чи дотримання справедливості. Йому потрібно турбуватися не лише про власне фізичне здоров'я, а також про психічний стан.
Місто Окмонт, де відбуваються події гри, складається з семи районів (Advent, Coverside, Grimhaven Bay, Oldgrove, Reed Heights, Salvation Harbor і The Shells), які різною мірою постраждали від повені, і гравець повинен використовувати човен для безпечного проходу по затоплених вулицях, щоб досягти сухіших територій. Гравець може плавати самотужки, якщо необхідно, але вода заражена і може смертельно пошкодити здоров'я і розсудливість протагоніста. Між районами можна швидко переміщуватися за допомогою телефонних будок.
Знайшовши підказки де відшукати потрібну людину чи річ, детектив повинен дійти до цього місця і тільки тоді воно позначиться на карті міста. Знайдені речові докази та свідчення на спеціальному екрані поєднуються між собою, приводячи до одного з кількох можливих висновків. Подекуди головний герой користується ретрокогніцією — він бачить що відбувалося з річчю чи людиною в минулому, і це допомагає встановити деталі. Крім того, на важливі місця вказують позначки у вигляді окультних символів. Вони можуть вказувати на розташування звичайних корисних речей або цінних, але які перебувають під охороною містян чи містичних сил.
Герой також збирає арсенал інструментів і зброї, які використовує, щоб вбивати потойбічних істот і розвіяти галюцинації. Проте, оскільки Окмонт відокремлений, має обмаль ресурсів і проблеми з дотриманням правопорядку, кулі замінили гроші як валюту. Витрачаючи занадто багато куль у боях, протагоніст не зможе придбати потрібні речі. Основна зброя — це пістолет, але з часом можна отримати револьвер, дробовик, рушницю та автомат.
Персонаж може лікуватися наборами першої допомоги, які повинен купувати, може отримати як винагороду чи виготовити сам з доступних компонентів. Іншим важливим ресурсом є розсудливість, яка витрачається на слідчі повноваження, що використовуються для реконструкції місць злочину та виявлення доказів. Душевне самопочуття повільно відновлюється, але відновлення прискорюється антипсихотичними препаратами. Тривожні сцени і зустрічі можуть викликати раптові, різкі падіння розсудливості, впливаючи на сприйняття персонажем навколишнього середовища. Також, розсудливість зменшують часті вбивства другорядних персонажів (сюжетно важливих вбити неможливо). Повна втрата здорового глузду смертельна.

## Сюжет

### Передісторія
Події відбуваються в рибальницькому містечку Окмонт, яке не позначено на жодній карті. Окмонт має асоціації з окультизмом, і багато його жителів не тільки ексцентричні, але і учасники таємничої секти. В місті є власний унікальний діалект, але походження багатьох фраз невідоме. Шість місяців тому Окмонт був затоплений таємничим потоком надприродного походження, який залив багато його вулиць і відрізав населений пункт від материка. «Потоп», як відомо мешканцям міста, приніс із собою темну силу, яка прищеплює істерію і божевілля у свідомості переляканих громадян, і заселив воду невідомими небезпечними істотами. До того ж, у місті з'явилися люди, що, як повідомлялося, раніше зникли безвісти.
Приватний детектив Чарльз Рід, колишній моряк ВМС США і ветеран Першої світової війни, в 1920-і роки вирушає з Бостона в Окмонт за запрошенням місцевого інтелектуала Йоханнеса ван дер Берга. Місцеві жителі бачать дивні сни про потвор у підводних глибинах. Сам Рід раніше перебував у психіатричній лікарні після того, як єдиний вцілів з екіпажу судна «Циклоп», зниклого в Бермудському трикутнику, та час від часу бачить такі ж сни.

### Дія
Прибувши в місто на кораблі, Рід зустрічається з Йоханнесом і той веде його до місцевого мецената Роберта Трогмортона. Син Роберта, Альберт зник безвісти під час експедиції в морі, але нещодавно таємничим чином повернувся. Та Альберт перебуває в поганому психічному стані й тікає з дому. Рід знаходить залишене ним попередження не спускатися під воду та дізнається, що до справи причетний рибалка Льюїс. Детектив знаходить Альберта вбитим і може звинуватити Люїса в зумисному вбивстві, чи сказати, що вбивця був божевільний. В усякому разі, Роберт дозволяє Ріду оглянути матеріали експедиції свого сина.
Детектив виходить на слід місцевого жителя Сандерса, що мав з Робертом якусь угоду. Він розшукує Сандерса в лікарні та розкриває де загибла експедиція проводила дослідження — це місце, відоме як «Зуби диявола». Рід користується водолазним костюмом, щоб спуститися під воду, де стикається з чудовиськом. Йому вдається досягнути печери, в якій Рід знаходить двох збожеволілих членів експедиції та труп жителя сусіднього міста Інсмут. Детектив може врятувати вчених або лишити їх помирати.
На ринку Рід знайомиться з Анною, котра розповідає про таємне товариство. Отримавши від неї пароль, детектив проникає на склад, що належить товариству, та бореться там з потворами. Там він дізнається, що товариство отруює рибу, яку потім продає на ринку. Щоб дізнатися більше про отруту, Рід вирушає в місцевий університет. Виявляється, що в тамтешній лабораторії досліджували істот, принесених повінню, і до цього причетний професор Кавендіш. Зустрівшись із ним, Рід розкриває, що Анна — це дружина Кавендіша, яка народила дитину для таємничих потреб товариства. Кавендіш, щоб помститися, отруїв рибу аби вину поклали на товариство. Рід може заручитися підтримкою професора або покарати його, вбивши.
Рід знайомиться з Фредом, який прагне покинути місто, але йому на заваді стоять контрабандисти. Допомігши йому, Рід виходить на справу з дивними подіями в крематорії та злодієм у будинку місцевих аристократів Карпентерів. Це приводить його до старої церкви, прихожани якої входять до секти, що спалює докази, які б вивели на тих, хто стоїть за подіями в місті. Рід розуміє, що вцілілі докази належить шукати під водою.
Детектив віднаходить печеру, де збираються сектанти. Поборовши їх і чудовиськ, Рід знаходить свідчення, що секта контролює Брута Карпентера та його сина Грема. Він повинен обрати кого з двох встигне врятувати. Потім Рід натрапляє на діяльність в Окмонті Ку-клукс-клану, що знищує містян, які були спотворені під дією невідомої сили. Він б'ється з магом сектантів, а потім з'ясовує, що повинен повернутися під воду за рештою доказів.
Згідно з розшуканими записами, Рід занурюється в іншому місці, де долає підводних чудовиськ і потрапляє в храм бога Дагона. Всередині він зустрічає професорку Гарріет Доу, від якої довідується про пророцтво, що в місті з'явиться Обраний. Рід підозрює, що Обраний — це він, та може вбити Гарріет, яка претендує на звання Обраної, чи вибратися з нею на поверхню (потім вона все одно загине).
Рід отямлюється в лікарні та вирушає на пошуки печатки, яку він знайшов у храмі Дагона. Він пробирається в маєток Блеквудів, наповнений потворами, та знаходить на заводі, що належить їм, свідчення, що припинити події в місті може один ритуал. Рід забирає печатку і зустрічається з Ебернотом Блеквудом, який переконує взяти участь в ритуалі. Детектив або добровільно погоджується, або вбиває Ебернота й прикликаних ним потвор. В обох випадках Ебернот загине, підтвердивши думку, що Рід — Обраний.
Невдовзі детектив отримує новини, що Йоханнеса вбито. Шукаючи вбивць, він приходить в маєток Карпентерів і редакцію місцевої газети. Слова свідків ставлять під удар самого Ріда, іншим підозрюваним виявляється кандидат в мери Мілтон Пірс, але проти нього замало свідчень. Мілтон згідний взяти на себе вину, якщо Рід уб'є його матір, Агату. Незалежно від свого рішення, Рід виходить на слід родини Баєрсів, один з яких, Гленн Баєрс, схожий на Ріда. За порятунок його рідних від бандитів Гленн зізнається у вбивстві, але детектив вільний звинуватити Мілтона.
Через місцевого археолога Рід довідується про моноліт, уламки якого розміщені в кількох храмах по місту. Він розкриває, що за діяльністю сектантів і таємничими подіями стоять істоти Великі Древні. Йоханнес ван дер Берг був людською подобою бога Хастура, який запросив Ріда в Окмонт, щоб той відшукав спосіб визволити дочку Ктулху — Ктіллу, чий вплив і спричинив повінь. Щойно вона буде звільнена, істота народить реінкарнацію Ктулху, в результаті чого Окмонт потоне в морі, а світ буде зруйнований прибуттям інших Великих Древніх. Зібравши уламки моноліта в реліквію у формі мушлі, детектив відкриває шлях у підземелля. Далі на свій вибір він може вчинити трьома шляхами:
- Детектив спускається в підземелля, але відмовляється відкрити браму, за якою ув'язнена Ктілла. Він покидає Окмонт і повертається в Бостон, забравши з собою реліквії, необхідні для пробудження Ктілли. Через кілька років у барі героя відвідує живий Йоханнес. Він мовчки показує газету, де написано, що тепер вже в Бостоні починається повінь. Бар починає затоплювати, а Йоханнес, усміхаючись, плескає Ріда по плечу;
- Рід спускається в підземелля, де постає перед брамою, за якою ув'язнена Ктілла. Він вчиняє самогубство, стрибнувши зі скелі, щоб відкласти пробудження Ктілли ще на кілька століть, поки не з'явиться людина з такими ж здібностями. Окмонт і все людство таким чином поки що врятовані, проте Йоханнес вже очікує у порту Окмонта на прибуття нового кандидата;
- Детектив приймає свою долю, пробирається в підводні глибини й досягає печери, де кладе реліквію на вівтар і звільняє Ктіллу. Істота зжерає його та піднімається на поверхню.

## Розробка
Плануючи The Sinking City, у Frogwares бачили Окмонт як щільно забудовану міську територію площею 2 км2. Оскільки змоделювати все довкілля було не під силу Frogwares, використовувалося процедурне генерування за допомогою рушія Unreal Engine 4, як у серії Assassin's Creed від Ubisoft. Було створено набір елементів архітектури та побуту в стилі Нової Англії початку XX ст., і кожен район генерувався згідно своїх правил. Завдяки цьому кожен район отримав свою спеціалізацію та атмосферу. Деталі розміщувалися вручну, також було створено кілька унікальних споруд і пам'яток. Затоплені райони міста доповнювалися мулом, морськими водоростями та мушлями, щоб виділити їх з усієї забудови.
The Sinking City була вперше анонсована Frogwares 9 березня 2016 року, кадри з попереднім альфа-геймплеєм були показані 28 липня 2017 року. Гра мала бути випущена 21 березня 2019 року, але вихід перенесли на 27 червня 2019 року. Пізніше Frogwares оголосили про те, що The Sinking City один рік поширюватиметься ексклюзивно через Epic Games Store на ПК, але це не вплине на консольні релізи. 11 червня 2019 року Frogwares анонсували на E3 2019, що гра вийде також на Nintendo Switch як перша гра видана лише компанією Frogwares без інших видавців.

## Справа проти Nacon
Французька компанія Nacon (офіційно BigBen Interactive) отримала в 2017 році ліцензію на розповсюдження гри до 20 квітня 2020 року. В обмін на частку виручки, вона могла розповсюджувати гру на Xbox One, PS4 та ПК (у Steam та Epic Games Store). Але продовжений контракт був розірваний компанією Frogwares вже в листопаді 2020 року через несвоєчасну оплату з боку Nacon. Також вказувалося, що Nacon не інформувала про бізнес-план і подала хибну інформацію про розробників безпосереднім виробникам дисків. Логотип Frogwares було прибрано з обкладинок дисків для PS4 та Xbox One і складалося враження, що інтелектуальна власність належить Nacon. Через це було прийнято рішення спершу поширювати гру на ПК виключно в Epic Games Store з правильною обкладинкою. В серпні 2019 року Frogwares подала позов проти Nacon до суду. В результаті 25 серпня 2020 The Sinking City перестала продаватися в електронній версії до винесення рішення. Версію для Nintendo Switch це не торкнулося, позаяк Frogwares була і її видавцем. В цілому, Nacon заборгувала Frogwares 1 млн євро, а виплатила 10 млн. У самій Nacon відгукнулися, що контракт не міг бути продовжений через наслідки пандемії COVID-19.
Гру було повернено в Steam у лютому 2021 року за ініціативи Nacon. Frogwares засудили це перевидання гри в Twitter, стверджуючи, що це не та версія, яку вони створили, та звинувативши Nacon у використанні зламаної версії. Frogwares закликали не купувати гру в Steam. Версію для PS5 Frogwares видавала сама. За скаргою Frogwares гру було знову прибрано зі Steam 2 березня 2021 року.

## Версії
Випущено три видання гри. Стандартне видання складається з фізичної або цифрової копії The Sinking City без бонусного вмісту. Фізичне передзамовлене видання включило гру, пакет розслідування з додатковим обладнанням у грі, та паперову карту міста. Цифрова версія Necronomicon Edition включила в себе гру, пакет розслідування, 3 додаткові місії та доступ на 48 годин раніше офіційного релізу.

## Оцінки й відгуки
| Агрегатор  | Оцінка                                                     |
| ---------- | ---------------------------------------------------------- |
| Metacritic | PC: 71/100 PS4: 64/100 PS5: 76/100 XONE: 66/100 NS: 61/100 |

| Видання          | Оцінка |
| ---------------- | ------ |
| Adventure Gamers | [ 31 ] |
| Destructoid      | 8.5/10 |
| Game Informer    | 7.5/10 |
| GameRevolution   | [ 34 ] |
| GameSpot         | 3/10   |
| GamesRadar+      | [ 36 ] |
| IGN              | 7.8/10 |
| Jeuxvideo.com    | 15/20  |
| PC Gamer (США)   | 66/100 |
| Shacknews        | 7/10   |
| VideoGamer.com   | 5/10   |

The Sinking City зібрала середню оцінку на агрегаторі Metacritic 71/100 у версії для ПК, 64/100 для PlayStation 4, 76/100 для PlayStation 5, 66/100 для Xbox One та 61/100 для Nintendo Switch.
Ден Ромер з Destructoid відгукнувся про The Sinking City: «Якщо ви можете відпустити слабкі бої, нехитру балаканину і насолодитися цілісним досвідом детективу, який не буде вести вас за руку і не робитиме жорстких виборів, ви не повинні відмовлятися від неї». Зауважувалося, що грі бракує різноманітності. Наприклад, в одному районі можна знайти декілька однакових магазинів. Дорогою від завдання від завдання детективу нічим зайнятися, а боїв раціональніше уникати навіть там, де битися було б доречно. До того ж, штучний інтелект ворогів характеризувався як слабкий. На противагу, пошук ресурсів доволі цікавий і дозволяє полегшити важкі для проходження моменти завдяки майструванню потрібних речей.
Джон Борба з IGN виділив те, що затоплені туманні вулиці нагадують міста в BioShock і Silent Hill та чудово сприяють атмосферності, проте персонажі на них поводяться непереконливо. Подорожі містом описувалися як нудні та затратні. Водночас механіка розслідування називалася приємною та дійсно важливою, позаяк від знайдених свідчень і рішень детектива зрештою залежить життя персонажів. Тому The Sinking City було визнано однією з найкращих ігор на лавкрафтіанську тематику.
Енді Келлі з PC Gamer описав, що «Тут чаїться хороша, але не чудова детективна гра — хоч така, що не зовсім стикується з найкращими [іграми] про Шерлока від Frogwares. Але в цілому вона працює не бездоганно. Відкритий світ недостатньо цікавий, щоб змусити вас досліджувати його; бій примітивний і не надихаючий; а сценарій та побудова загадок загалом досить бідні. Якщо ви шукали унікальний або дивуючий погляд на конкретну марку жахів Лавкрафта, ви не знайдете його тут. Є кілька моментів якісного детективу, що розважать у The Sinking City. Вам лише слід вирішити чи станете ви займати свій час тим, аби шукати їх серед водоростей та риб'ячих нутрощів».
Чендлер Вуд з PlayStationLifeStyle вказав, що на PlayStation 5 гра виглядає помітно якісніше, ніби була одразу розроблена для цієї консолі, має приємніший звук, а швидкість завантажень зросла. Водночас у версії для PlayStation 5 зникла можливість ручного збереження прогресу. Зазначалося, що попри вдосконалення, епізоди з зануренням під воду все одно виглядають затягнутими, бої здаються необов'язковим доповненням, а вирішення загадок лишилося повторюваним.
Гра номінувалася на нагороду «Найкраща екшн або пригодницька гра» 2019 року Асоціації незалежних розробників відеоігор (TIGA).